# Veselîi Kut, Șpola
Veselîi Kut (în ucraineană Веселий Кут) este localitatea de reședință a comunei Veselîi Kut din raionul Șpola, regiunea Cerkasî, Ucraina. În secolul al XIX-lea, satul făcea parte din volostul Zlatopil, uezdul Ciîhîrîn, guberniei Kiev.

## Demografie
Componența lingvistică a localității Veselîi Kut
     Ucraineană (90,44%)
     Rusă (5,98%)
     Română (3,19%)
Conform recensământului din 2001, majoritatea populației localității Veselîi Kut era vorbitoare de ucraineană (90,44%), existând în minoritate și vorbitori de rusă (5,98%) și română (3,19%).